# Radikal (tidskrift)
Radikal är en tysk vänsterradikal tidskrift vars första nummer gavs ut den 18 juni 1976. Under 1980- och 1990-talet var tidskriften den mest spridda och förmodligen mest inflytelserika av de tyska autonoma vänstertidskrifterna.[källa behövs] Men tidskriften har också under hela sin existens varit extremt bevakad. Den förbjöds 1983 och 1984-1997 gjordes inte mindre än 210 undersökningar för att utreda ifall verksamheten kunde tänkas leda till formandet av en terroristorganisation.. 

## Historik
Tidskriftens första nummer (1976) publicerades i 3000 exemplar..
1983 förbjöds tidskriften, men började åter cirkulera 1984 - men då anonymt. Den skickades till postboxar i Schweiz och Nederländerna, och via posten skickades kopior över hela landet. Upplagan vid den tiden var omkring 6000 exemplar. 
I mars 2005 gjorde den tyska polisen en razzia i kolonistugeområdet Karlshorst i utkanten av Berlin. Vid razzian beslagtogs 500 exemplar av den förbjudna tidskriften. Dessutom greps två kända vänsteraktivister, en far och en son, som misstänktes för att ha deltagit i distributionen av tidskriften ifråga[. ]